# حملة بيوت الدعارة العسكرية

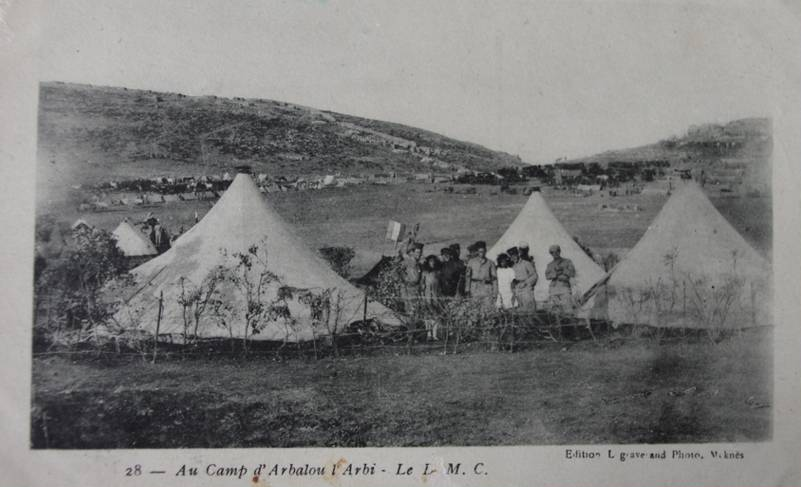
صورة لمجموعات عسكرية تهاجم اوكار و بيوت الدعارة باحدى مناطق المغرب

كانت بيوت الدعارة المتنقلة في البلاد أو حملة بيوت الدعارة العسكرية (كلاهما مختصر إلى BMC) بيوت دعارة متنقلة استخدمت خلال الحرب العالمية الأولى والحرب العالمية الثانية وحرب الهند الصينية الأولى لتوفير خدمات الدعارة للجنود الفرنسيين الذين يقاتلون في المناطق التي كانت فيها بيوت الدعارة غير عادية، مثل في الخط الأمامي أو في 
حاميات معزولة. كانت الحملة الدافع الرئيسي نحو إنشاء لوائح الدعارة داخل الجيش الفرنسي.
نظمت بيوت الدعارة المتنقلة هذه في بعض الحالات رسميًا من قبل الجيش. وكانت تتألف من شاحنات مقطورة كبيرة يعمل فيها ما يصل إلى عشر نساء. كانت الإشارات الأولى إلى هذه الأسلحة العسكرية في الحرب العالمية الأولى، وقد لوحظت بشكل خاص في حرب الهند الصينية والحرب الجزائرية.
شبه غائب في فرنسا بعد الحرب العالمية الثانية، كان هناك الكثير خلال حرب الهند الصينية والحرب في الجزائر. في وقت لاحق، فقط الفيلق الأجنبي الفرنسي ما زال يستخدمهم ولكنه أغلق آخر الحملة على الأراضي الفرنسية، في غويانا، في عام 1995. كانت الحملة في جيبوتي لا تزال يعمل حتى عام 2003.

## التاريخ
بدأ تقليد إحضار «بيوت الدعارة للجنود» خلال الحملة الصليبية الثالثة على يد فيليب الثاني ملك فرنسا. لقد صُدم بمدى اللواط والاغتصاب التي ارتكبها الصليبيون لدرجة أنه رتب لقارب كامل من «فتيات الفرح» ليتم إرساله من فرنسا. ربما ظهرت أول الحملةs خلال فترة السيطرة العسكرية على الجزائر (1830-1870)، بعد غزوها من قبل الجيش الفرنسي. ظلت الحملةs مقتصرة على الجيش في إفريقيا حتى الحرب العالمية الأولى.
ثم وصلوا إلى فرنسا مع وصول وحدات السكان الأصليين من المستعمرات لم ترغب القيادة العسكرية في أن يمارس الجنود الأصليون الجنس مع النساء المحليات لأسباب عنصرية وطبقية، ولكن أيضًا لمنع إصابة القوات 
بالأمراض التناسلية، مثل مرض الزهري، الذي لم يكن قابلاً للشفاء في ذلك الوقت (كان البنسلين فقط متاح من عام 1944). على الرغم من ذلك، شهدت أربع سنوات من الحرب إصابة 400 ألف رجل.
في البداية، لم يتم إعطاء تسمية رسمية للحملة. ظهر الاختصار لأول مرة في عشرينيات القرن الماضي مع تنظيم العلامات في الجيش الفرنسي، ومنذ ذلك الحين تم ذكر الحملةs في الوثائق العسكرية.
ساعد المسؤولون العسكريون بنشاط في توفير البغايا لقواتهم. لعبت «جمعية العمداء والمخدّرات في الفنادق الصغيرة والمتوسطة في فرنسا والمستعمرات» دورًا تنسيقيًا شبه رسمي. كانت محكومة بقانون 1 يوليو 1901، وتقع في 73 شارع الناصرة، باريس. كانت المومسات متطوعات.
تكاثرت بيوت الدعارة العسكرية خلال فترة ما بين الحربين العالميتين، حيث أن كل بلدة تقريبًا بها حامية أو كتيبة بها الحملة. خلال الحروب الاستعمارية، كان تنظيم وحضور الحملة معروفًا للجمهور وشجعه الجيش، خاصة في الهند الصينية والجزائر («صندوق الحلوى»). في فرنسا، تم حظر بيوت الدعارة من قبل «لوي مارثي ريتشارد» في عام 1946. ومع ذلك، في عام 1947، سمحت وزارة القوات المسلحة باستمرار استخدام البيوت الدعارة لوحدات شمال أفريقيا أثناء تواجدها في العاصمة الفرنسية، وبغايا الحملةs هؤلاء قادمون من الجزائر.
كانت الحملةs متنقلة ومؤقتة بشكل عام ويجب تمييزها عن «المناطق المحجوزة» القريبة من الحاميات الدائمة، مثل بوسبير.
ذكر الأدب الفرنسي عدة مرات «منتزه بوفالو»، وهو الحملة في سايغون. في حرب الهند الصينية، استخدم الفرنسيون نساء من قبيلة أولاد نائل في مرتفعات الجزائر. من المعروف أن الحملةs تلعب دورًا مهمًا في انتشار الأمراض المنقولة جنسياً وكانت وسيلة للهجوم من قبل الإناث المتعاطفات مع فيت مين. كان هناك الحملة شاسعة في سايغون تُعرف باسم «حديقة الجاموس»، وفي يناير 1954، تم نقل الحملة يحتوي على مومسات فيتنامية وجزائرية إلى ديان بيان فو. هنا، أصبحت المومسات  مساعدات ممرضات للحامية الفرنسية أثناء الحصار، على الرغم من إرسالهن لإعادة تثقيفهن من قبل فيت مينه بعد سقوط الحامية.

## الإنهاء
أغلق آخر الحملة في فرنسا، وهو فوج المظلات الأجنبي الثاني للفيلق الأجنبي في كالفي، كورسيكا في عام 1978. تم إغلاق آخر الحملة على الأراضي الفرنسية، وهو الفيلق في كوروا، غويانا الفرنسية في عام 1995، بعد شكوى من قواد برازيلي للمنافسة غير العادلة. خارج الأراضي الفرنسية، كان الفيلق الأجنبي لا يزال لديه الحملة في جمهورية جيبوتي حتى عام 2003.

## في الأفلام
- في فيلم RAS (1973)، للمخرج إيف بواسيه، حول الحرب في الجزائر، يظهر تسلسل وصول الحملة واستخدامه من قبل الجنود.

- يحتوي فيلم Stéphane Benhamou الوثائقي لعام 2013، Putains de guerre، على العديد من التسلسلات والشهادات حول الحملة، خاصة في الهند الصينية.إنديانا جونز والآلة الجهنمية